# Peltre
Peltre là một xã trong vùng Grand Est, thuộc tỉnh Moselle, quận Metz-Campagne, tổng Verny. Tọa độ địa lý của xã là 49° 04' vĩ độ bắc, 06° 13' kinh độ đông. Peltre nằm trên độ cao trung bình là 190 mét trên mực nước biển, có điểm thấp nhất là 179 mét và điểm cao nhất là 246 mét. Xã có diện tích 8,37 km², dân số vào thời điểm 2005 là 847 người; mật độ dân số là 175 người/km². Peltre nằm về phía đông nam của Metz.

## Thông tin nhân khẩu
| 1962 | 1968 | 1975  | 1982  | 1990  | 1999  | 2005  |
| ---- | ---- | ----- | ----- | ----- | ----- | ----- |
| 865  | 884  | 1 114 | 1 476 | 1 487 | 1 472 | 1 847 |